# Кагарлицький Юлій Йосипович
Кагарлицький Юлій Йосипович (рос. Кагарлицкий, Юлий Иосифович; * 23 липня 1926, Москва, Росія — † 12 травня 2000, Москва, Росія) —російський літературознавець і критик. Один з провідних фахівців в теорії та історії наукової фантастики. Член спілки письменників СРСР (1963). Лауреат премії «Пілігрім» (1972). Член Спілки письменників Росії. Професор російської академії театрального мистецтва. Доктор філологічних наук (1972). Віце-президент Міжнародного уеллсівського товариства (Велика Британія).

## Біографія
Народився 7 липня 1926 року в Москві, Росія.
У 1948 році закінчив філософський факультет Московського державного університету.
У 1956 захистив кандидатську дисертацію про творчість Генрі Філдінга.
Докторську дисертацію захистив 1972 р. в Ленінградському педагогічному інституті ім. О. Герцена (по творчості Г. Уеллса).
В 1972 році Асоціація дослідників наукової фантастики визначила Юлія Кагарлицького лауреатом премії «Пілігрім», найпрестижнішої нагороди за внесок у розвиток фантастикознавства.

## Творча діяльність
Основними напрямками його творчості на довгі роки стали західноєвропейський театр та зарубіжна фантастика. Понад двадцять років професор Кагарлицький викладав у ГІТІСі. Він став найбільшим знавцем театрального спадщини драматургів XVII і XVIII століть і «комедії Реставрації». Ним було опубліковано кілька книг про театрі Західної Європи, він брав участь у виданні збірників драматургів, перекладав твори Філдінга, Голдсміта, Діккенса, Уайльда, Конан Дойля. Класичною стала його робота «Шекспір і Вольтер».

## Твори
- Юлий Кагарлицкий. Что такое фантастика? — Москва: Художественная литература, 1974.
- Юлий Кагарлицкий. Вглядываясь в грядущее. Книга о Герберте Уэллсе. — Москва : «Книга», 1989. — 352 с. — (Писатели о писателях) — 200 000 прим. — ISBN 5-212-00114-5.